# Ifeoma Dieke
Ifeoma Dieke (Amherst, 25 de fevereiro de 1981) é uma futebolista estadunidense naturalizada escocesa que atua como zagueira.

## Carreira
Atualmente, joga pelo Chicago Red Stars. Dieke nasceu em Massachusetts, Estados Unidos, mas se mudou para Cumbernauld na Escócia, quando tinha três anos de idade, e por isso defende a Seleção Escocesa de Futebol Feminino.

## A recusa em cantar o hino
Na estréia das seleções britânicas masculina e feminina de futebol nos Jogos Olímpicos de 2012, atletas não-ingleses recusaram-se a cantar o God Save the Queen (Deus salve a Rainha, em inglês), o hino nacional britânico. Na equipe feminina, Kim Little e Ifeoma Dieke, ambas escocesas, foram as que não cantaram e, na equipe masculina, quem não cantou foram os galeses Ryan Giggs, Craig Bellamy e Joe Allen. A atitude dos atletas foi muito criticada por torcedores do Reino Unido.